# Верпея
 Верпея або Верп'я, Дяйвес Валдітойос (лит. Werpeja, богиня-володарка) — в литовській міфології парка, яка пряла нитки людського життя.
За литовськими переказами, Верпея сиділа високо на небосхилі, і нитки доль опускалися вниз, на кінці кожної з них була прикріплена зірка: чим життя довше, тим нитка була довшою, а зірка ближче до землі; тому литовці ототожнювали маленькі зірки з дітьми, а побільше — з дорослими. Коли людина помирала, тоді переривалася нитка долі і зірка падала вниз і згасала в повітрі: кожна падаюча зірка означала померлого.